# Fadhma Aït Mansour Amrouche
Marguerite-Fadhma Ait Mansour Amrouche (Tizi Hibel, 1882 circa – Saint-Brice-en-Coglès, 9 luglio 1967) è stata una scrittrice berbera.

## Biografia
Figlia illegittima di una coraggiosa vedova, Fadhma Ait Mansour conduceva una vita disprezzata nel suo villaggio, e per sottrarla alle angherie dei compaesani, la madre la inviò dapprima a studiare in una scuola laica, e poi presso le suore dell'ospedale di Ait Manguellet, dove avvenne la sua conversione al cattolicesimo. Qui conobbe e sposò, sedicenne, un altro cabilo convertito, Antoine-Belkacem Amrouche, di Ighil Ali, da cui ebbe otto figli:
- Paul-Mohand-Said (1900-1940);
- Henri-Achour (1903-1958);
- Jean-El-Mouhouv (1906-1962);
- Louis-Marie (1908-1909)
- Louis-Mohand-Seghir (1910-1939)
- Marie-Louise-Taos (1913-1976)
- Noël-Saadi (1916-1940)
- René-Malek (1922-)

La vita dei due e della loro numerosa prole fu misera e tribolata. Per guadagnarsi da vivere emigrarono a Tunisi, e infine in Francia.
La storia della vita di Fadhma Ait Mansour —un affresco della vita dei Cabili a cavallo tra Otto- e Novecento— è raccontata in un commovente saggio autobiografico, Histoire de ma vie, pubblicato postumo nel 1968. Benché appassionata della lingua e della cultura francese, Marguerite-Fadhma non ha mai cessato di apprezzare il valore della propria cultura berbera di origine, di cui ha trasmesso ai figli i valori e le parole, che questi ultimi hanno poi provveduto ad eternare in diverse loro opere, sia nello scritto sia nel canto. 
In particolare Jean, poeta e letterato, tradusse in francese i suoi canti (Chants berbères de Kabylie "Canti berberi di Cabilia"), mentre Taos eseguì in pubblico e registrò su disco quegli stessi canti, oltre a pubblicare un libro di fiabe e testi tradizionali (Le grain magique "Il chicco fatato"),  firmato col doppio nome proprio e della madre (Marguerite-Taos).
| Controllo di autorità | VIAF (EN) 24714048 · ISNI (EN) 0000 0001 0879 9433 · Europeana agent/base/56537 · LCCN (EN) n88218135 · GND (DE) 11889126X · BNF (FR) cb12541795t (data) · J9U (EN, HE) 987007390678505171 · NDL (EN, JA) 01000865 |